# Grignano (Trieste)
Grignano  (Grljan in sloveno) è un quartiere del comune di Trieste.
Si tratta di una piccola località situata all'interno di una baia sul versante settentrionale del promontorio (chiamato un tempo "punta di Grignano") ove sorge il castello di Miramare, a circa 6 km a nord della città di Trieste.
Il toponimo deriverebbe da "(praedium) Nirginianum", ovvero "terreno appartenente a Nigrinus". La prima menzione è del 1150, quando nello statuto delle selve viene indicata la località  Rivo S. Maria di Grignano. Già nell'anno 1336 vi esisteva un ospizio e una piccola chiesa dedicata a San Canzian, mentre nel 1627 si menziona una chiesa della Beatissima Vergine Maria. Sino al 1785 vi era inoltre un convento francescano con predetta chiesa.
Nel 1956 iniziò la costruzione dell'attuale chiesa parrocchiale, dedicata alle Sante Eufemia e Tecla, completata nel 1958 e consacrata nel 1964. 
Grignano dal 1999 al 2020 è stato sede dell'Immaginario Scientifico di Trieste, mentre nella parte alta della località, chiamata Miramare, dal 1964, ha sede il Centro internazionale di fisica teorica, primo nucleo di quella cittadella della scienza che ha sede a Trieste. Hanno sede nel quartiere anche InterAcademy Partnership e The World Academy of Sciences.

## Galleria d'immagini

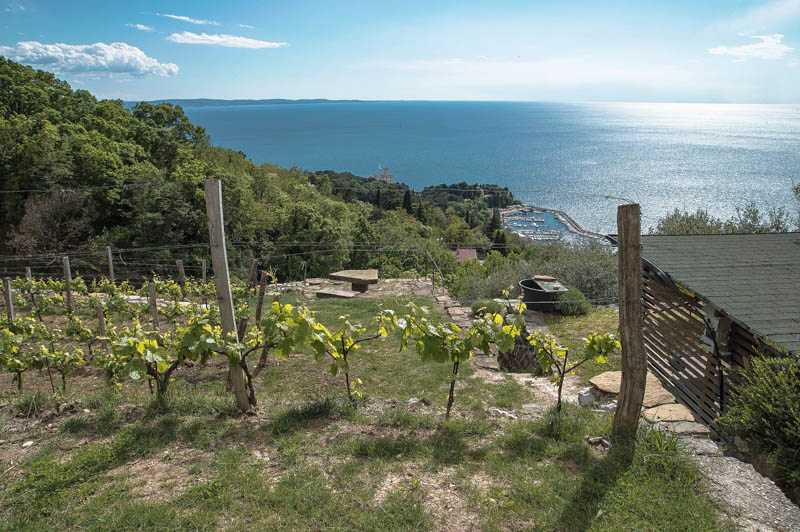
Dai pascoli verso il castello di Miramare e Grignano
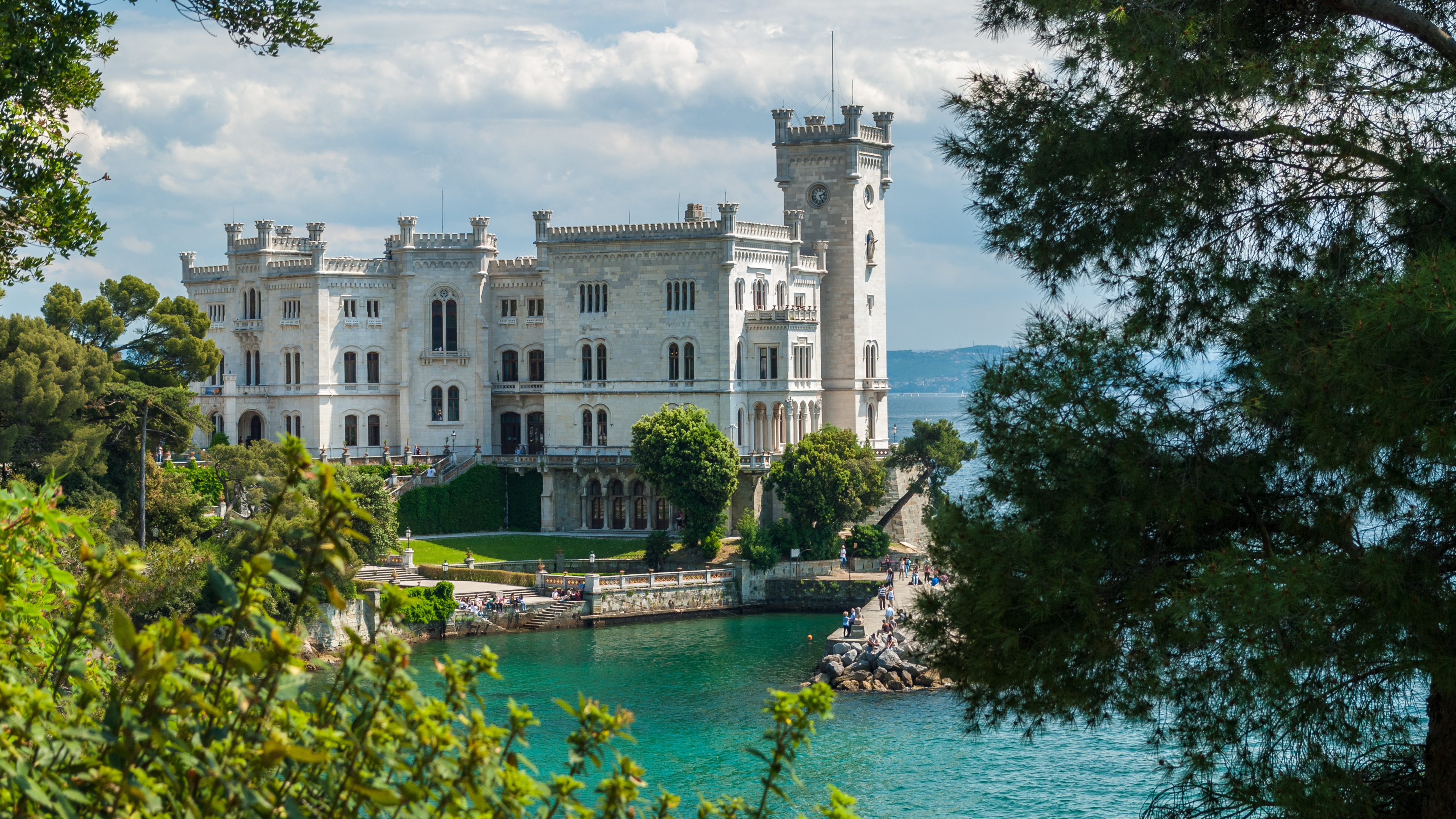
Il castello di Miramare
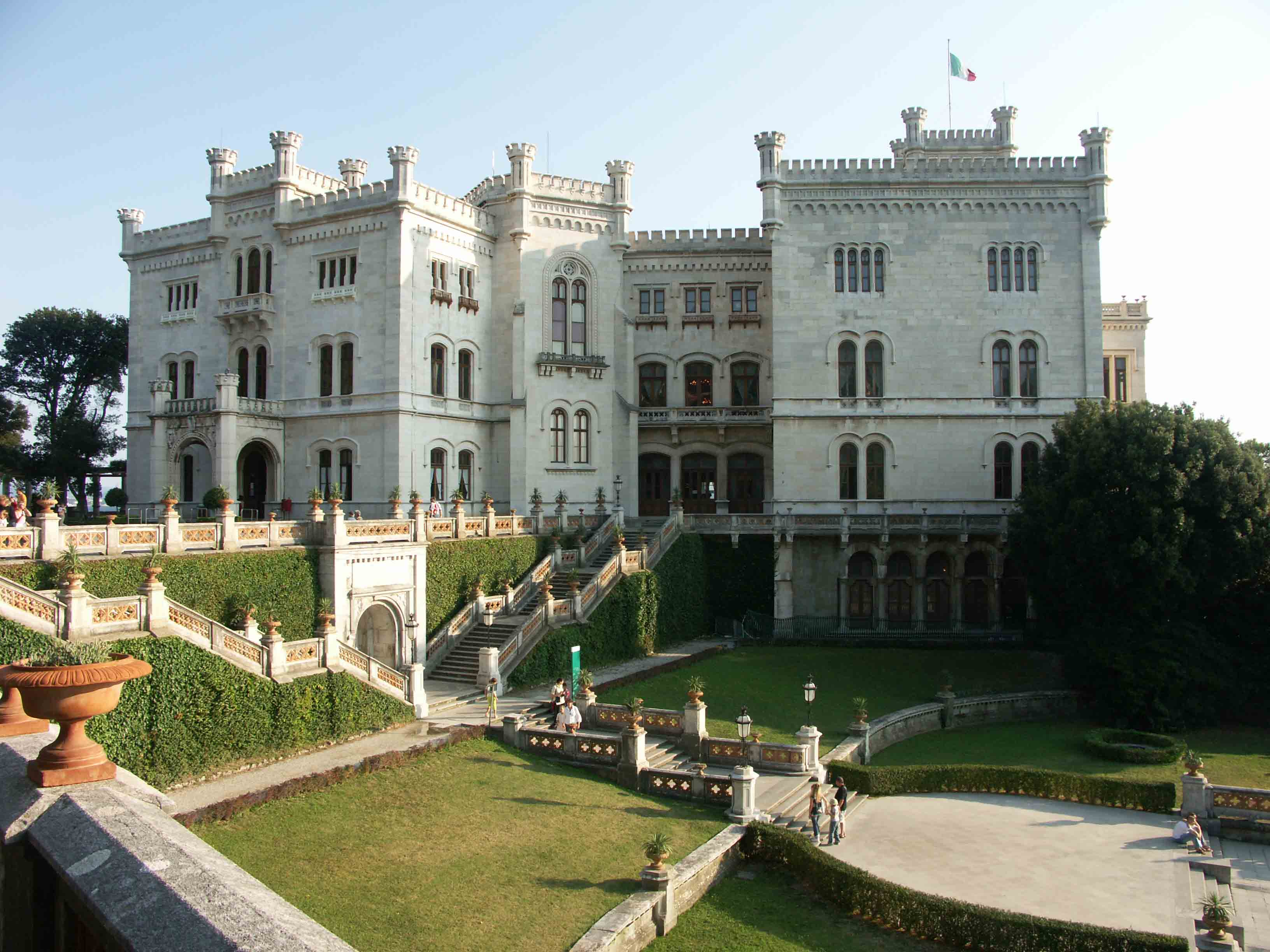
Il castello col giardino barocco
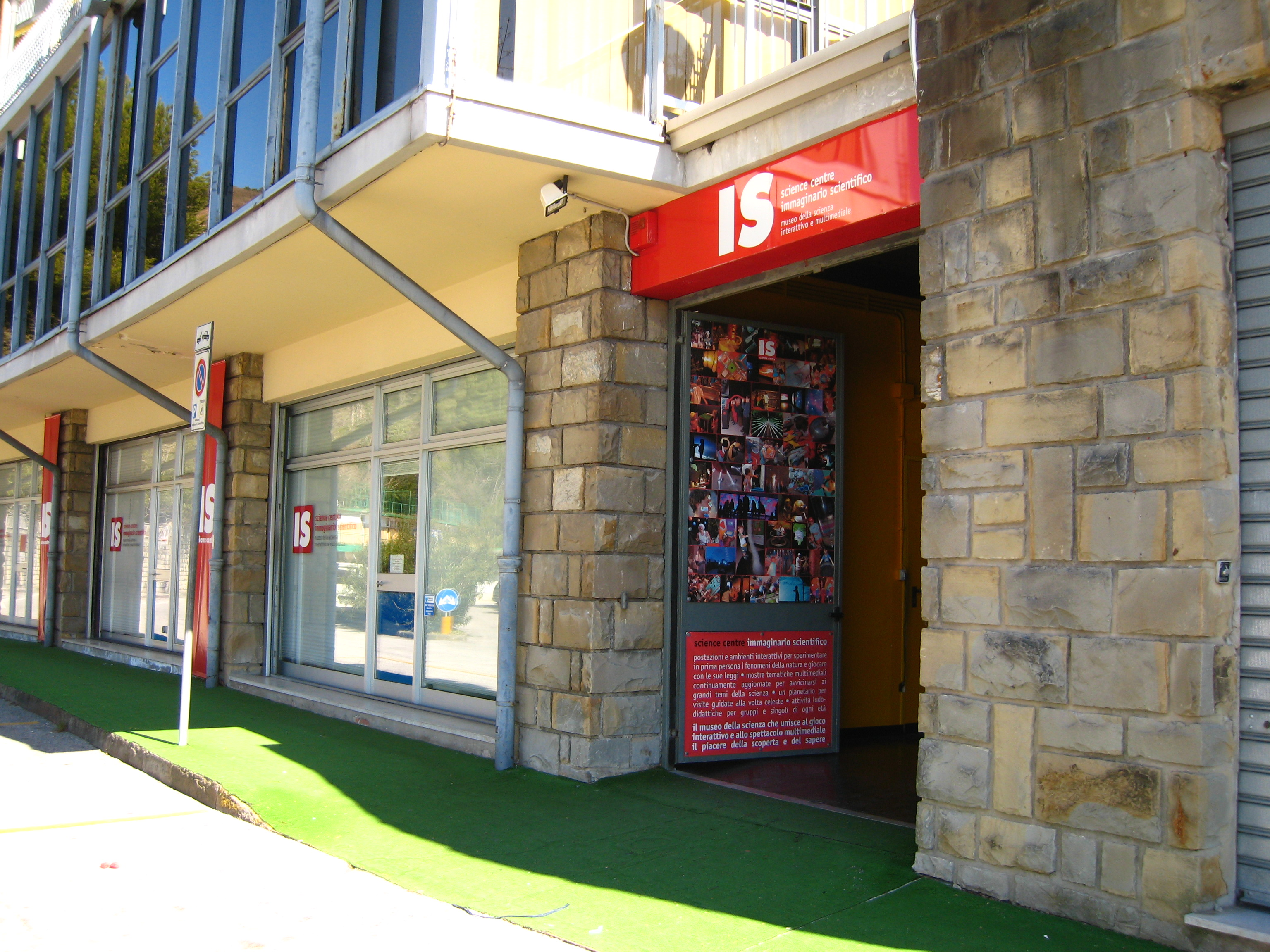
L'ex ingresso dell'Immaginario scientifico